# Mistrzostwa Europy w Piłce Ręcznej Kobiet 2016
Mistrzostwa Europy w Piłce Ręcznej Kobiet 2016 – dwunaste mistrzostwa Europy w piłce ręcznej kobiet, oficjalny międzynarodowy turniej piłki ręcznej o randze mistrzostw kontynentu organizowany przez EHF, mający na celu wyłonienie najlepszej żeńskiej reprezentacji narodowej w Europie. Odbyły się w Szwecji pomiędzy 4 a 18 grudnia 2016 roku. W turnieju wystąpiło szesnaście zespołów, automatycznie do mistrzostw zakwalifikowała się reprezentacja Szwecji jako gospodarz imprezy. O pozostałe miejsca toczyły się eliminacje od czerwca 2015 do czerwca 2016 roku. Turniej służył jako jedna z kwalifikacji do Mistrzostw Świata 2017.
Patronem zawodów został książę Daniel. Były one transmitowane przez ponad 65 stacji telewizyjnych z całego świata oraz w Internecie, interakcję z fanami zapewniała także oficjalna strona internetowa mistrzostw oraz media społecznościowe. Wszystkie próbki przebadane podczas mistrzostw pod kątem dopingu dały wynik negatywny.
Po raz siódmy w historii w zawodach zwyciężyły obrończynie tytułu, Norweżki, pokonując w finale reprezentację Holandii 29–28, natomiast Francuzki po pokonaniu Dunek 25–22 zdobyły brązowy medal.
Polki zakończyły udział w turnieju na fazie wstępnej z bilansem trzech porażek.

## Wybór organizatora
W marcu 2011 roku EHF ustaliła ramy czasowe wyboru organizatora oraz samego turnieju. Wstępne zainteresowanie organizacją mistrzostw do 17 maja 2011 roku wyraziły Szwecja i Turcja, które w upływającym 17 września 2011 roku ostatecznym terminie składania oficjalnych aplikacji złożyły swe kandydatury, zostały one następnie zaakceptowane przez Zarząd EHF. W związku z wycofaniem się Turcji jedynie oferta Szwecji miała zostać poddana pod głosowanie podczas XI Kongresu EHF w Monako 23 czerwca 2012 roku. Delegaci kongresu postanowili zatem przyznać temu krajowi organizację mistrzostw.

## Logo
Logo mistrzostw zostało zaprezentowane na początku grudnia 2014 roku.

## Obiekty
Do organizacji mistrzostw Svenska Handbollförbundet zaproponował pierwotnie siedem aren w sześciu miastach, na ostatecznej liście znalazło się zaś pięć obiektów.
| Miasto       | Arena              | Pojemność |
| ------------ | ------------------ | --------- |
| Sztokholm    | Hovet              | 8094      |
| Göteborg     | Scandinavium       | 12000     |
| Malmö        | Malmö Arena        | 5134      |
| Kristianstad | Kristianstad Arena | 4500      |
| Helsingborg  | Helsingborg Arena  | 4700      |

Część biletów była dostępna do kupienia od końca listopada 2015 roku, pozostałe zaś trafiły do sprzedaży pod koniec czerwca roku 2016, a ich ceny kształtowały się w granicach 225–845 SEK.

## Zespoły
| Kraj       | Strefa kwalifikacyjna                                             | Mistrzostwa 2014 |
| ---------- | ----------------------------------------------------------------- | ---------------- |
| Szwecja    | Gospodarz                                                         | 3. miejsce       |
| Norwegia   | 1. miejsce w grupie 1 kwalifikacji                                | 1. miejsce       |
| Rumunia    | 2. miejsce w grupie 1 kwalifikacji                                | 9. miejsce       |
| Serbia     | 1. miejsce w grupie 2 kwalifikacji                                | 15. miejsce      |
| Czechy     | 2. miejsce w grupie 2 kwalifikacji                                | -                |
| Holandia   | 1. miejsce w grupie 3 kwalifikacji                                | 7. miejsce       |
| Hiszpania  | 2. miejsce w grupie 3 kwalifikacji                                | 2. miejsce       |
| Czarnogóra | 1. miejsce w grupie 4 kwalifikacji                                | 4. miejsce       |
| Chorwacja  | 2. miejsce w grupie 4 kwalifikacji                                | 13. miejsce      |
| Węgry      | 1. miejsce w grupie 5 kwalifikacji                                | 6. miejsce       |
| Polska     | 2. miejsce w grupie 5 kwalifikacji                                | 11. miejsce      |
| Rosja      | 1. miejsce w grupie 6 kwalifikacji                                | 14. miejsce      |
| Dania      | 2. miejsce w grupie 6 kwalifikacji                                | 8. miejsce       |
| Francja    | 1. miejsce w grupie 7 kwalifikacji                                | 5. miejsce       |
| Niemcy     | 2. miejsce w grupie 7 kwalifikacji                                | 10. miejsce      |
| Słowenia   | Najlepsza drużyna spośród tych, które zajęły 3. miejsca w grupach |                  |

## Losowanie grup
Losowanie grup turnieju głównego odbyło się 10 czerwca 2016 roku o godzinie 13:00 w Liseberg Theatre znajdującym się w Liseberg w Göteborgu. Osobami losującymi drużyny były: Emily Stang-Sando, Iwona Niedźwiedź, Line Jørgensen oraz Ida Odén. Drużyny zostały podzielone na koszyki na podstawie wyników osiągniętych w eliminacjach do ME 2016 oraz w poprzednich mistrzostwach Europy:
- koszyk 1: gospodarz, trzy najlepsze drużyny z kwalifikacji
- koszyk 2: cztery pozostałe drużyny, które zajęły 1. miejsca w kwalifikacjach
- koszyk 3: cztery najlepsze drużyny, które zajęły 2. miejsca w kwalifikacjach
- koszyk 4: trzy pozostałe drużyny, które zajęły 2. miejsca w kwalifikacjach i najlepszy zespół spośród tych, które zajęły 3. miejsce

| Koszyk 1   |
| ---------- |
| Norwegia   |
| Holandia   |
| Szwecja    |
| Czarnogóra |

| Koszyk 2 |
| -------- |
| Francja  |
| Węgry    |
| Rosja    |
| Serbia   |

| Koszyk 3  |
| --------- |
| Hiszpania |
| Dania     |
| Rumunia   |
| Niemcy    |

| Koszyk 4  |
| --------- |
| Polska    |
| Chorwacja |
| Czechy    |
| Słowenia  |

W czterech grupach rozstawione zostały cztery drużyny i do nich zostały dolosowane zostały pozostałe drużyny z poszczególnych koszyków:
| Grupa A   |
| Sztokholm |
| --------- |
| Szwecja   |
| Serbia    |
| Hiszpania |
| Słowenia  |

| Grupa B      |
| Kristianstad |
| ------------ |
| Holandia     |
| Francja      |
| Niemcy       |
| Polska       |

| Grupa C    |
| Malmö      |
| ---------- |
| Czarnogóra |
| Węgry      |
| Dania      |
| Czechy     |

| Grupa D     |
| Helsingborg |
| ----------- |
| Norwegia    |
| Rosja       |
| Rumunia     |
| Chorwacja   |

## Sędziowie
EHF w dniu 17 czerwca 2016 roku ogłosiła listę czternastu par sędziowskich nominowanych do prowadzenia rozgrywek mistrzostw:
- Tatjana Praštalo i Vesna Todorović
- Dalibor Jurinović i Marko Mrvica
- Karina Christiansen i Line Hesseldal Hansen
- Andreu Marín i Ignacio García Serradilla
- Charlotte Bonaventura iJulie Bonaventura
- Péter Horváth i Balázs Márton
- Viktorija Kijauskaitė i Aušra Žalienė
- Kjersti Arntsen i Guro Røen
- Joanna Brehmer i Agnieszka Skowronek
- Diana Carmen Florescu i Anamaria Stoia
- Wiktorija Ałpaidze i Tatjana Bieriezkina
- Vanja Antić i Jelena Jakovljević
- Peter Brunovský i Vladimír Čanda
- Mirza Kurtagic i Mattias Wetterwik

W dniu 5 października 2016 roku EHF ogłosiła listę par sędziowskich, które poprowadzą wszystkie rozgrywki turnieju, a z powyższej listy zostały skreślone pary bośniacka i francuska.

## Składy
Szerokie składy liczące maksymalnie dwadzieścia osiem zawodniczek zgodnie z zasadami ustalonymi przez EHF zostały ogłoszone 25 października 2016 roku. Na dzień przed rozpoczęciem zawodów reprezentacje ogłosiły oficjalne szesnastoosobowe składy, z którego w trakcie turnieju mogą wymienić maksymalnie trzy zawodniczki.

## System rozgrywek
W fazie wstępnej każdy zespół rozegrał trzy mecze. Do dalszej fazy (zasadniczej) awansowały po trzy najlepsze drużyny. Zespoły z grup A i B utworzyły grupę I, zaś zespoły z grup C i D utworzyły grupę II. Wyniki meczów pomiędzy drużynami, które awansowały do dalszych rozgrywek, zostały zaliczone. Dwie najlepsze drużyny z każdej z grup utworzyły pary półfinałowe: I.1-II.2 i I.2.-II.1, zaś zespoły z trzecich miejsc zagrały o miejsce piąte. Godziny rozpoczęcia meczów zostały ogłoszone w połowie czerwca 2016 roku.

## Faza wstępna

### Grupa A
| Lp. | Drużyna   | M | Mecze | Mecze | Mecze | Bramki | Bramki | Bramki | Pkt |
| Lp. | Drużyna   | M | W     | R     | P     | +      | −      | +/−    | Pkt |
| --- | --------- | - | ----- | ----- | ----- | ------ | ------ | ------ | --- |
| 1.  | Serbia    | 3 | 2     | 1     | 0     | 91     | 87     | +4     | 5   |
| 2.  | Szwecja   | 3 | 1     | 1     | 1     | 78     | 74     | +4     | 3   |
| 3.  | Hiszpania | 3 | 1     | 0     | 2     | 72     | 68     | +4     | 2   |
| 4.  | Słowenia  | 3 | 1     | 0     | 2     | 77     | 89     | −12    | 2   |

Wyniki
| 4 grudnia 201615:15 | Serbia                | 36:34(17:16) | Słowenia        | Hovet, Sztokholm Widzów: 6000 Sędzia: Kjersti Arntsen Guro Røen |
| 4 grudnia 201615:15 | Sanja Radosavljević 8 | 36:34(17:16) | 9 Tamara Mavsar | Hovet, Sztokholm Widzów: 6000 Sędzia: Kjersti Arntsen Guro Røen |
| 4 grudnia 201615:15 | 3× · 2×               | 36:34(17:16) | 3× · 2×         | Hovet, Sztokholm Widzów: 6000 Sędzia: Kjersti Arntsen Guro Røen |

| 4 grudnia 201618:00 | Szwecja                       | 25:19(14:10) | Hiszpania                         | Hovet, Sztokholm Widzów: 7900 Sędzia: Dalibor Jurinović Marko Mrvica |
| 4 grudnia 201618:00 | Nathalie Hagman 5 Jenny Alm 5 | 25:19(14:10) | 7 Carmen Dolores Martín Berenguer | Hovet, Sztokholm Widzów: 7900 Sędzia: Dalibor Jurinović Marko Mrvica |
| 4 grudnia 201618:00 | 3× · 2×                       | 25:19(14:10) | 3× · 4×                           | Hovet, Sztokholm Widzów: 7900 Sędzia: Dalibor Jurinović Marko Mrvica |

| 6 grudnia 201618:30 | Hiszpania                         | 23:25(8:11) | Serbia                  | Hovet, Sztokholm Widzów: 2700 Sędzia: Karina Christiansen Line Hesseldal Hansen |
| 6 grudnia 201618:30 | Carmen Dolores Martín Berenguer 6 | 23:25(8:11) | 6 Katarina Krpež Slezak | Hovet, Sztokholm Widzów: 2700 Sędzia: Karina Christiansen Line Hesseldal Hansen |
| 6 grudnia 201618:30 | 4× · 4×                           | 23:25(8:11) | 3× · 1×                 | Hovet, Sztokholm Widzów: 2700 Sędzia: Karina Christiansen Line Hesseldal Hansen |

| 6 grudnia 201620:45 | Słowenia        | 25:23(13:13) | Szwecja             | Hovet, Sztokholm Widzów: 3700 Sędzia: Diana Carmen Florescu Anamaria Stoia |
| 6 grudnia 201620:45 | Tamara Mavsar 6 | 25:23(13:13) | 10 Isabelle Gulldén | Hovet, Sztokholm Widzów: 3700 Sędzia: Diana Carmen Florescu Anamaria Stoia |
| 6 grudnia 201620:45 | 3× · 3×         | 25:23(13:13) | 3× · 2×             | Hovet, Sztokholm Widzów: 3700 Sędzia: Diana Carmen Florescu Anamaria Stoia |

| 8 grudnia 201618:30 | Hiszpania             | 30:18(14:5) | Słowenia        | Hovet, Sztokholm Widzów: 3100 Sędzia: Péter Horváth Balázs Márton |
| 8 grudnia 201618:30 | Nerea Pena Abaurrea 6 | 30:18(14:5) | 5 Tamara Mavsar | Hovet, Sztokholm Widzów: 3100 Sędzia: Péter Horváth Balázs Márton |
| 8 grudnia 201618:30 | 4× · 3×               | 30:18(14:5) | 5× · 3×         | Hovet, Sztokholm Widzów: 3100 Sędzia: Péter Horváth Balázs Márton |

| 8 grudnia 201620:45 | Szwecja       | 30:30(15:18) | Serbia                                                            | Hovet, Sztokholm Widzów: 5200 Sędzia: Wiktorija Ałpaidze Tatjana Bieriezkina |
| 8 grudnia 201620:45 | Louise Sand 8 | 30:30(15:18) | 5 Sanja Radosavljević 5 Katarina Krpež Slezak 5 Slađana Pop-Lazić | Hovet, Sztokholm Widzów: 5200 Sędzia: Wiktorija Ałpaidze Tatjana Bieriezkina |
| 8 grudnia 201620:45 | 5× · 2×       | 30:30(15:18) | 4× · 2×                                                           | Hovet, Sztokholm Widzów: 5200 Sędzia: Wiktorija Ałpaidze Tatjana Bieriezkina |

### Grupa B
| Lp. | Drużyna  | M | Mecze | Mecze | Mecze | Bramki | Bramki | Bramki | Pkt |
| Lp. | Drużyna  | M | W     | R     | P     | +      | −      | +/−    | Pkt |
| --- | -------- | - | ----- | ----- | ----- | ------ | ------ | ------ | --- |
| 1.  | Niemcy   | 3 | 2     | 0     | 1     | 73     | 71     | +2     | 4   |
| 2.  | Francja  | 3 | 2     | 0     | 1     | 71     | 59     | +12    | 4   |
| 3.  | Holandia | 3 | 2     | 0     | 1     | 75     | 68     | +7     | 4   |
| 4.  | Polska   | 3 | 0     | 0     | 3     | 65     | 84     | −19    | 0   |

 Wyniki
| 4 grudnia 201618:30 | Holandia                              | 27:30(14:13) | Niemcy         | Kristianstad Arena, Kristianstad Widzów: 2026 Sędzia: Péter Horváth Balázs Márton |
| 4 grudnia 201618:30 | Lois Abbingh 5 Cornelia Nycke Groot 5 | 27:30(14:13) | 7 Svenja Huber | Kristianstad Arena, Kristianstad Widzów: 2026 Sędzia: Péter Horváth Balázs Márton |
| 4 grudnia 201618:30 | 2× · 3× · 1×                          | 27:30(14:13) | 4× · 3×        | Kristianstad Arena, Kristianstad Widzów: 2026 Sędzia: Péter Horváth Balázs Márton |

| 4 grudnia 201620:45 | Francja                                                  | 31:22(15:9) | Polska        | Kristianstad Arena, Kristianstad Widzów: 1750 Sędzia: Karina Christiansen Line Hesseldal Hansen |
| 4 grudnia 201620:45 | Amanda Kolczynski 5 Siraba Dembélé 5 Estelle Nze-Minko 5 | 31:22(15:9) | 6 Kinga Grzyb | Kristianstad Arena, Kristianstad Widzów: 1750 Sędzia: Karina Christiansen Line Hesseldal Hansen |
| 4 grudnia 201620:45 | 5× · 3×                                                  | 31:22(15:9) | 3× · 3×       | Kristianstad Arena, Kristianstad Widzów: 1750 Sędzia: Karina Christiansen Line Hesseldal Hansen |

| 6 grudnia 201618:30 | Polska         | 21:30(11:14) | Holandia                       | Kristianstad Arena, Kristianstad Widzów: 2105 Sędzia: Wiktorija Ałpaidze Tatjana Bieriezkina |
| 6 grudnia 201618:30 | Alina Wojtas 5 | 21:30(11:14) | 5 Lois Abbingh 5 Michelle Goos | Kristianstad Arena, Kristianstad Widzów: 2105 Sędzia: Wiktorija Ałpaidze Tatjana Bieriezkina |
| 6 grudnia 201618:30 | 4× · 2×        | 21:30(11:14) | 4× · 3×                        | Kristianstad Arena, Kristianstad Widzów: 2105 Sędzia: Wiktorija Ałpaidze Tatjana Bieriezkina |

| 6 grudnia 201620:45 | Niemcy         | 20:22(11:11) | Francja             | Kristianstad Arena, Kristianstad Widzów: 1805 Sędzia: Dalibor Jurinović Marko Mrvica |
| 6 grudnia 201620:45 | Svenja Huber 6 | 20:22(11:11) | 5 Estelle Nze-Minko | Kristianstad Arena, Kristianstad Widzów: 1805 Sędzia: Dalibor Jurinović Marko Mrvica |
| 6 grudnia 201620:45 | 2× · 4×        | 20:22(11:11) | 2×                  | Kristianstad Arena, Kristianstad Widzów: 1805 Sędzia: Dalibor Jurinović Marko Mrvica |

| 8 grudnia 201618:30 | Niemcy         | 23:22(12:10) | Polska         | Kristianstad Arena, Kristianstad Widzów: 1875 Sędzia: Diana Carmen Florescu Anamaria Stoia |
| 8 grudnia 201618:30 | Svenja Huber 7 | 23:22(12:10) | 7 Kinga Achruk | Kristianstad Arena, Kristianstad Widzów: 1875 Sędzia: Diana Carmen Florescu Anamaria Stoia |
| 8 grudnia 201618:30 | 3× · 2×        | 23:22(12:10) | 1× · 3×        | Kristianstad Arena, Kristianstad Widzów: 1875 Sędzia: Diana Carmen Florescu Anamaria Stoia |

| 8 grudnia 201620:45 | Holandia               | 18:17(7:12) | Francja             | Kristianstad Arena, Kristianstad Widzów: 1730 Sędzia: Kjersti Arntsen Guro Røen |
| 8 grudnia 201620:45 | Cornelia Nycke Groot 4 | 18:17(7:12) | 5 Estelle Nze-Minko | Kristianstad Arena, Kristianstad Widzów: 1730 Sędzia: Kjersti Arntsen Guro Røen |
| 8 grudnia 201620:45 | 2× · 1×                | 18:17(7:12) | 3× · 3×             | Kristianstad Arena, Kristianstad Widzów: 1730 Sędzia: Kjersti Arntsen Guro Røen |

### Grupa C
| Lp. | Drużyna    | M | Mecze | Mecze | Mecze | Bramki | Bramki | Bramki | Pkt |
| Lp. | Drużyna    | M | W     | R     | P     | +      | −      | +/−    | Pkt |
| --- | ---------- | - | ----- | ----- | ----- | ------ | ------ | ------ | --- |
| 1.  | Dania      | 3 | 3     | 0     | 0     | 78     | 69     | +9     | 6   |
| 2.  | Czechy     | 3 | 1     | 0     | 2     | 83     | 83     | 0      | 2   |
| 3.  | Węgry      | 3 | 1     | 0     | 2     | 62     | 64     | −2     | 2   |
| 4.  | Czarnogóra | 3 | 1     | 0     | 2     | 63     | 70     | −7     | 2   |

 Wyniki
| 5 grudnia 201618:30 | Węgry         | 22:27(10:13) | Czechy                             | Malmö Arena, Malmö Widzów: 753 Sędzia: Viktorija Kijauskaitė Aušra Žalienė |
| 5 grudnia 201618:30 | Anna Kovács 7 | 22:27(10:13) | 5 Michaela Hrbková 5 Veronika Malá | Malmö Arena, Malmö Widzów: 753 Sędzia: Viktorija Kijauskaitė Aušra Žalienė |
| 5 grudnia 201618:30 | 5× · 2×       | 22:27(10:13) | 3× · 3×                            | Malmö Arena, Malmö Widzów: 753 Sędzia: Viktorija Kijauskaitė Aušra Žalienė |

| 5 grudnia 201620:45 | Czarnogóra        | 21:22(11:14) | Dania             | Malmö Arena, Malmö Widzów: 1674 Sędzia: Peter Brunovský Vladimír Čanda |
| 5 grudnia 201620:45 | Milena Raičević 8 | 21:22(11:14) | 9 Stine Jørgensen | Malmö Arena, Malmö Widzów: 1674 Sędzia: Peter Brunovský Vladimír Čanda |
| 5 grudnia 201620:45 | 3× · 2×           | 21:22(11:14) | 2× · 3×           | Malmö Arena, Malmö Widzów: 1674 Sędzia: Peter Brunovský Vladimír Čanda |

| 7 grudnia 201618:30 | Czechy             | 27:28(12:13) | Czarnogóra                            | Malmö Arena, Malmö Widzów: 654 Sędzia: Mirza Kurtagic Mattias Wetterwik |
| 7 grudnia 201618:30 | Michaela Hrbková 6 | 27:28(12:13) | 7 Đurđina Jauković 7 Majda Mehmedović | Malmö Arena, Malmö Widzów: 654 Sędzia: Mirza Kurtagic Mattias Wetterwik |
| 7 grudnia 201618:30 | 3× · 3×            | 27:28(12:13) | 7× · 3×                               | Malmö Arena, Malmö Widzów: 654 Sędzia: Mirza Kurtagic Mattias Wetterwik |

| 7 grudnia 201620:45 | Dania             | 23:19(12:10) | Węgry           | Malmö Arena, Malmö Widzów: 1946 Sędzia: Joanna Brehmer Agnieszka Skowronek |
| 7 grudnia 201620:45 | Stine Jørgensen 5 | 23:19(12:10) | 6 Anita Görbicz | Malmö Arena, Malmö Widzów: 1946 Sędzia: Joanna Brehmer Agnieszka Skowronek |
| 7 grudnia 201620:45 | 5× · 3×           | 23:19(12:10) | 3× · 4× · 1×    | Malmö Arena, Malmö Widzów: 1946 Sędzia: Joanna Brehmer Agnieszka Skowronek |

| 9 grudnia 201618:30 | Czarnogóra                                                           | 14:21(6:11) | Węgry           | Malmö Arena, Malmö Widzów: 1279 Sędzia: Andreu Marín Ignacio García |
| 9 grudnia 201618:30 | Ema Ramusović 2 Majda Mehmedović 2 Jelena Despotović 2 Itana Grbić 2 | 14:21(6:11) | 5 Anita Görbicz | Malmö Arena, Malmö Widzów: 1279 Sędzia: Andreu Marín Ignacio García |
| 9 grudnia 201618:30 | 2× · 3×                                                              | 14:21(6:11) | 2× · 3×         | Malmö Arena, Malmö Widzów: 1279 Sędzia: Andreu Marín Ignacio García |

| 9 grudnia 201620:45 | Dania             | 33:29(13:17) | Czechy          | Malmö Arena, Malmö Widzów: 3124 Sędzia: Vanja Antić Jelena Jakovljević |
| 9 grudnia 201620:45 | Stine Jørgensen 9 | 33:29(13:17) | 7 Petra Ručková | Malmö Arena, Malmö Widzów: 3124 Sędzia: Vanja Antić Jelena Jakovljević |
| 9 grudnia 201620:45 | 7× · 3×           | 33:29(13:17) | 5× · 4×         | Malmö Arena, Malmö Widzów: 3124 Sędzia: Vanja Antić Jelena Jakovljević |

### Grupa D
| Lp. | Drużyna   | M | Mecze | Mecze | Mecze | Bramki | Bramki | Bramki | Pkt |
| Lp. | Drużyna   | M | W     | R     | P     | +      | −      | +/−    | Pkt |
| --- | --------- | - | ----- | ----- | ----- | ------ | ------ | ------ | --- |
| 1.  | Norwegia  | 3 | 3     | 0     | 0     | 80     | 58     | +22    | 6   |
| 2.  | Rumunia   | 3 | 2     | 0     | 1     | 74     | 66     | +8     | 4   |
| 3.  | Rosja     | 3 | 1     | 0     | 2     | 70     | 71     | −1     | 2   |
| 4.  | Chorwacja | 3 | 0     | 0     | 3     | 68     | 97     | −29    | 0   |

Wyniki
| 5 grudnia 201618:30 | Rosja                                           | 32:26(16:13) | Chorwacja        | Helsingborg Arena, Helsingborg Widzów: 2571 Sędzia: Andreu Marín Ignacio García |
| 5 grudnia 201618:30 | Władlena Bobrownikowa 6 Wiktorija Żylinskajte 6 | 32:26(16:13) | 8 Andrea Penezić | Helsingborg Arena, Helsingborg Widzów: 2571 Sędzia: Andreu Marín Ignacio García |
| 5 grudnia 201618:30 | 5× · 2×                                         | 32:26(16:13) | 9× · 4×          | Helsingborg Arena, Helsingborg Widzów: 2571 Sędzia: Andreu Marín Ignacio García |

| 5 grudnia 201620:45 | Norwegia    | 23:21(13:11) | Rumunia          | Helsingborg Arena, Helsingborg Widzów: 1278 Sędzia: Joanna Brehmer Agnieszka Skowronek |
| 5 grudnia 201620:45 | Nora Mørk 7 | 23:21(13:11) | 6 Cristina Neagu | Helsingborg Arena, Helsingborg Widzów: 1278 Sędzia: Joanna Brehmer Agnieszka Skowronek |
| 5 grudnia 201620:45 | 6× · 3×     | 23:21(13:11) | 4× · 3×          | Helsingborg Arena, Helsingborg Widzów: 1278 Sędzia: Joanna Brehmer Agnieszka Skowronek |

| 7 grudnia 201618:30 | Rumunia                                 | 22:17(11:9) | Rosja              | Helsingborg Arena, Helsingborg Widzów: 1279 Sędzia: Vanja Antić Jelena Jakovljević |
| 7 grudnia 201618:30 | Eliza-Iulia Buceschi 7 Cristina Neagu 7 | 22:17(11:9) | 4 Ludmiła Postnowa | Helsingborg Arena, Helsingborg Widzów: 1279 Sędzia: Vanja Antić Jelena Jakovljević |
| 7 grudnia 201618:30 | 4× · 3×                                 | 22:17(11:9) | 2× · 2×            | Helsingborg Arena, Helsingborg Widzów: 1279 Sędzia: Vanja Antić Jelena Jakovljević |

| 7 grudnia 201620:45 | Chorwacja        | 16:34(9:15) | Norwegia              | Helsingborg Arena, Helsingborg Widzów: 1375 Sędzia: Viktorija Kijauskaitė Aušra Žalienė |
| 7 grudnia 201620:45 | Andrea Penezić 4 | 16:34(9:15) | 6 Marit Malm Frafjord | Helsingborg Arena, Helsingborg Widzów: 1375 Sędzia: Viktorija Kijauskaitė Aušra Žalienė |
| 7 grudnia 201620:45 | 6× · 2× · 1×     | 16:34(9:15) | 5× · 3×               | Helsingborg Arena, Helsingborg Widzów: 1375 Sędzia: Viktorija Kijauskaitė Aušra Žalienė |

| 9 grudnia 201618:30 | Rumunia           | 31:26(15:13) | Chorwacja        | Helsingborg Arena, Helsingborg Widzów: 2435 Sędzia: Mirza Kurtagic Mattias Wetterwik |
| 9 grudnia 201618:30 | Cristina Neagu 10 | 31:26(15:13) | 8 Andrea Penezić | Helsingborg Arena, Helsingborg Widzów: 2435 Sędzia: Mirza Kurtagic Mattias Wetterwik |
| 9 grudnia 201618:30 | 7× · 4×           | 31:26(15:13) | 5× · 2×          | Helsingborg Arena, Helsingborg Widzów: 2435 Sędzia: Mirza Kurtagic Mattias Wetterwik |

| 9 grudnia 201620:45 | Norwegia                           | 23:21(11:11) | Rosja                                             | Helsingborg Arena, Helsingborg Widzów: 2493 Sędzia: Peter Brunovský Vladimír Čanda |
| 9 grudnia 201620:45 | Veronica Kristiansen 5 Nora Mørk 5 | 23:21(11:11) | 3 Darja Dmitrijewa 3 Anna Sień 3 Anna Wiachiriewa | Helsingborg Arena, Helsingborg Widzów: 2493 Sędzia: Peter Brunovský Vladimír Čanda |
| 9 grudnia 201620:45 | 3× · 2×                            | 23:21(11:11) | 3× · 2×                                           | Helsingborg Arena, Helsingborg Widzów: 2493 Sędzia: Peter Brunovský Vladimír Čanda |

## Faza zasadnicza

### Grupa I
| Lp. | Drużyna   | M | Mecze | Mecze | Mecze | Bramki | Bramki | Bramki | Pkt |
| Lp. | Drużyna   | M | W     | R     | P     | +      | −      | +/−    | Pkt |
| --- | --------- | - | ----- | ----- | ----- | ------ | ------ | ------ | --- |
| 1.  | Holandia  | 5 | 4     | 0     | 1     | 142    | 128    | +14    | 8   |
| 2.  | Francja   | 5 | 4     | 0     | 1     | 111    | 100    | +11    | 8   |
| 3.  | Niemcy    | 5 | 3     | 1     | 1     | 124    | 110    | +14    | 7   |
| 4.  | Szwecja   | 5 | 1     | 1     | 3     | 126    | 131    | −5     | 3   |
| 5.  | Serbia    | 5 | 1     | 1     | 3     | 122    | 142    | −20    | 3   |
| 6.  | Hiszpania | 5 | 0     | 1     | 4     | 108    | 122    | −14    | 1   |

Wyniki
| 10 grudnia 201616:15 | Serbia             | 19:26(10:14) | Niemcy                         | Scandinavium, Göteborg Widzów: 4212 Sędzia: Péter Horváth Balázs Márton |
| 10 grudnia 201616:15 | Tamara Georgijev 7 | 19:26(10:14) | 4 Anne Hubinger 4 Svenja Huber | Scandinavium, Göteborg Widzów: 4212 Sędzia: Péter Horváth Balázs Márton |
| 10 grudnia 201616:15 | 6× · 3×            | 19:26(10:14) | 9× · 2×                        | Scandinavium, Göteborg Widzów: 4212 Sędzia: Péter Horváth Balázs Márton |

| 10 grudnia 201618:30 | Szwecja            | 30:33(13:14) | Holandia         | Scandinavium, Göteborg Widzów: 6102 Sędzia: Dalibor Jurinović Marko Mrvica |
| 10 grudnia 201618:30 | Isabelle Gulldén 8 | 30:33(13:14) | 7 Cornelia Groot | Scandinavium, Göteborg Widzów: 6102 Sędzia: Dalibor Jurinović Marko Mrvica |
| 10 grudnia 201618:30 | 4× · 2×            | 30:33(13:14) | 6× · 2× · 1×     | Scandinavium, Göteborg Widzów: 6102 Sędzia: Dalibor Jurinović Marko Mrvica |

| 10 grudnia 201620:45 | Hiszpania    | 22:23(14:10) | Francja          | Scandinavium, Göteborg Widzów: 3702 Sędzia: Karina Christiansen Line Hesseldal Hansen |
| 10 grudnia 201620:45 | Nerea Pena 5 | 22:23(14:10) | 9 Allison Pineau | Scandinavium, Göteborg Widzów: 3702 Sędzia: Karina Christiansen Line Hesseldal Hansen |
| 10 grudnia 201620:45 | 6× · 4×      | 22:23(14:10) | 2× · 2×          | Scandinavium, Göteborg Widzów: 3702 Sędzia: Karina Christiansen Line Hesseldal Hansen |

| 12 grudnia 201616:15 | Hiszpania    | 20:20(12:9) | Niemcy          | Scandinavium, Göteborg Widzów: 1697 Sędzia: Kjersti Arntsen Guro Røen |
| 12 grudnia 201616:15 | Nerea Pena 7 | 20:20(12:9) | 5 Anne Hubinger | Scandinavium, Göteborg Widzów: 1697 Sędzia: Kjersti Arntsen Guro Røen |
| 12 grudnia 201616:15 | 2× · 3×      | 20:20(12:9) | 3× · 4×         | Scandinavium, Göteborg Widzów: 1697 Sędzia: Kjersti Arntsen Guro Røen |

| 12 grudnia 201618:30 | Serbia               | 27:35(12:17) | Holandia                      | Scandinavium, Göteborg Widzów: 3663 Sędzia: Diana Carmen Florescu Anamaria Stoia |
| 12 grudnia 201618:30 | Jovana Stoiljković 8 | 27:35(12:17) | 6 Lois Abbingh 6 Yvette Broch | Scandinavium, Göteborg Widzów: 3663 Sędzia: Diana Carmen Florescu Anamaria Stoia |
| 12 grudnia 201618:30 | 2× · 3×              | 27:35(12:17) | 4× · 2×                       | Scandinavium, Göteborg Widzów: 3663 Sędzia: Diana Carmen Florescu Anamaria Stoia |

| 12 grudnia 201620:45 | Szwecja          | 19:21(10:12) | Francja             | Scandinavium, Göteborg Widzów: 5279 Sędzia: Wiktorija Ałpaidze Tatjana Bieriezkina |
| 12 grudnia 201620:45 | Jamina Roberts 5 | 19:21(10:12) | 6 Estelle Nze-Minko | Scandinavium, Göteborg Widzów: 5279 Sędzia: Wiktorija Ałpaidze Tatjana Bieriezkina |
| 12 grudnia 201620:45 | 2× · 3×          | 19:21(10:12) | 4× · 2× · 1×        | Scandinavium, Göteborg Widzów: 5279 Sędzia: Wiktorija Ałpaidze Tatjana Bieriezkina |

| 14 grudnia 201616:15 | Hiszpania       | 24:29(13:15) | Holandia           | Scandinavium, Göteborg Widzów: 1896 Sędzia: Péter Horváth Balázs Márton |
| 14 grudnia 201616:15 | Carmen Martín 6 | 24:29(13:15) | 10 Estavana Polman | Scandinavium, Göteborg Widzów: 1896 Sędzia: Péter Horváth Balázs Márton |
| 14 grudnia 201616:15 | 4× · 3×         | 24:29(13:15) | 4× · 2×            | Scandinavium, Göteborg Widzów: 1896 Sędzia: Péter Horváth Balázs Márton |

| 14 grudnia 201618:30 | Szwecja                       | 22:28(9:12) | Niemcy       | Scandinavium, Göteborg Widzów: 5031 Sędzia: Peter Brunovský Vladimír Čanda |
| 14 grudnia 201618:30 | Nathalie Hagman 4 Jenny Alm 4 | 22:28(9:12) | 5 Emily Bölk | Scandinavium, Göteborg Widzów: 5031 Sędzia: Peter Brunovský Vladimír Čanda |
| 14 grudnia 201618:30 | 3× · 1×                       | 22:28(9:12) | 2× · 2×      | Scandinavium, Göteborg Widzów: 5031 Sędzia: Peter Brunovský Vladimír Čanda |

| 14 grudnia 201620:45 | Serbia               | 21:28(12:15) | Francja                              | Scandinavium, Göteborg Widzów: 2243 Sędzia: Karina Christiansen Line Hesseldal Hansen |
| 14 grudnia 201620:45 | Jovana Stoiljković 6 | 21:28(12:15) | 6 Camille Ayglon 6 Estelle Nze-Minko | Scandinavium, Göteborg Widzów: 2243 Sędzia: Karina Christiansen Line Hesseldal Hansen |
| 14 grudnia 201620:45 | 3× · 3×              | 21:28(12:15) | 3× · 2×                              | Scandinavium, Göteborg Widzów: 2243 Sędzia: Karina Christiansen Line Hesseldal Hansen |

### Grupa II
| Lp. | Drużyna  | M | Mecze | Mecze | Mecze | Bramki | Bramki | Bramki | Pkt |
| Lp. | Drużyna  | M | W     | R     | P     | +      | −      | +/−    | Pkt |
| --- | -------- | - | ----- | ----- | ----- | ------ | ------ | ------ | --- |
| 1.  | Norwegia | 5 | 5     | 0     | 0     | 127    | 109    | +18    | 10  |
| 2.  | Dania    | 5 | 3     | 1     | 1     | 123    | 113    | +10    | 7   |
| 3.  | Rumunia  | 5 | 3     | 0     | 2     | 119    | 110    | +9     | 6   |
| 4.  | Rosja    | 5 | 1     | 2     | 2     | 116    | 121    | −5     | 4   |
| 5.  | Czechy   | 5 | 1     | 0     | 4     | 132    | 146    | −14    | 2   |
| 6.  | Węgry    | 5 | 0     | 1     | 4     | 111    | 129    | −18    | 1   |

Wyniki
| 11 grudnia 201616:15 | Czechy          | 24:26(12:14) | Rosja       | Helsingborg Arena, Helsingborg Widzów: 1031 Sędzia: Joanna Brehmer Agnieszka Skowronek |
| 11 grudnia 201616:15 | Petra Růčková 5 | 24:26(12:14) | 4 Anna Sień | Helsingborg Arena, Helsingborg Widzów: 1031 Sędzia: Joanna Brehmer Agnieszka Skowronek |
| 11 grudnia 201616:15 | 2×              | 24:26(12:14) | 1× · 3×     | Helsingborg Arena, Helsingborg Widzów: 1031 Sędzia: Joanna Brehmer Agnieszka Skowronek |

| 11 grudnia 201618:30 | Węgry                                                               | 21:29(9:15) | Rumunia           | Helsingborg Arena, Helsingborg Widzów: 2236 Sędzia: Peter Brunovský Vladimír Čanda |
| 11 grudnia 201618:30 | Krisztina Triscsuk 3 Anita Görbicz 3 Kinga Klivinyi 3 Anna Kovács 3 | 21:29(9:15) | 10 Cristina Neagu | Helsingborg Arena, Helsingborg Widzów: 2236 Sędzia: Peter Brunovský Vladimír Čanda |
| 11 grudnia 201618:30 | 3× · 3×                                                             | 21:29(9:15) | 3× · 3×           | Helsingborg Arena, Helsingborg Widzów: 2236 Sędzia: Peter Brunovský Vladimír Čanda |

| 11 grudnia 201620:45 | Dania                                                     | 20:22(9:14) | Norwegia    | Helsingborg Arena, Helsingborg Widzów: 2553 Sędzia: Andreu Marín Ignacio García |
| 11 grudnia 201620:45 | Maria Fisker 4 Mette Tranborg 4 Trine Østergaard Jensen 4 | 20:22(9:14) | 5 Nora Mørk | Helsingborg Arena, Helsingborg Widzów: 2553 Sędzia: Andreu Marín Ignacio García |
| 11 grudnia 201620:45 | 3× · 2×                                                   | 20:22(9:14) | 3× · 2×     | Helsingborg Arena, Helsingborg Widzów: 2553 Sędzia: Andreu Marín Ignacio García |

| 13 grudnia 201616:15 | Czechy           | 28:30(14:17) | Rumunia           | Helsingborg Arena, Helsingborg Widzów: 773 Sędzia: Viktorija Kijauskaitė Aušra Žalienė |
| 13 grudnia 201616:15 | Iveta Luzumová 7 | 28:30(14:17) | 10 Cristina Neagu | Helsingborg Arena, Helsingborg Widzów: 773 Sędzia: Viktorija Kijauskaitė Aušra Žalienė |
| 13 grudnia 201616:15 | 5× · 4×          | 28:30(14:17) | 4× · 3×           | Helsingborg Arena, Helsingborg Widzów: 773 Sędzia: Viktorija Kijauskaitė Aušra Žalienė |

| 13 grudnia 201618:30 | Węgry                         | 23:24(9:11) | Norwegia    | Helsingborg Arena, Helsingborg Widzów: 1402 Sędzia: Dalibor Jurinović Marko Mrvica |
| 13 grudnia 201618:30 | Anita Görbicz 5 Anna Kovács 5 | 23:24(9:11) | 6 Nora Mørk | Helsingborg Arena, Helsingborg Widzów: 1402 Sędzia: Dalibor Jurinović Marko Mrvica |
| 13 grudnia 201618:30 | 3× · 2×                       | 23:24(9:11) | 3× · 3×     | Helsingborg Arena, Helsingborg Widzów: 1402 Sędzia: Dalibor Jurinović Marko Mrvica |

| 13 grudnia 201620:45 | Dania             | 26:26(13:11) | Rosja             | Helsingborg Arena, Helsingborg Widzów: 1672 Sędzia: Vanja Antić Jelena Jakovljević |
| 13 grudnia 201620:45 | Stine Jørgensen 7 | 26:26(13:11) | 6 Marina Sudakowa | Helsingborg Arena, Helsingborg Widzów: 1672 Sędzia: Vanja Antić Jelena Jakovljević |
| 13 grudnia 201620:45 | 4× · 3×           | 26:26(13:11) | 4× · 4×           | Helsingborg Arena, Helsingborg Widzów: 1672 Sędzia: Vanja Antić Jelena Jakovljević |

| 14 grudnia 201616:15 | Węgry         | 26:26(14:13) | Rosja              | Helsingborg Arena, Helsingborg Widzów: 732 Sędzia: Mirza Kurtagic Mattias Wetterwik |
| 14 grudnia 201616:15 | Anna Kovács 6 | 26:26(14:13) | 7 Darja Dmitrijewa | Helsingborg Arena, Helsingborg Widzów: 732 Sędzia: Mirza Kurtagic Mattias Wetterwik |
| 14 grudnia 201616:15 | 4× · 3×       | 26:26(14:13) | 5× · 2× · 1×       | Helsingborg Arena, Helsingborg Widzów: 732 Sędzia: Mirza Kurtagic Mattias Wetterwik |

| 14 grudnia 201618:30 | Dania               | 21:17(12:10) | Rumunia                | Helsingborg Arena, Helsingborg Widzów: 1582 Sędzia: Andreu Marín Ignacio García |
| 14 grudnia 201618:30 | Anne Mette Hansen 9 | 21:17(12:10) | 4 Eliza-Iulia Buceschi | Helsingborg Arena, Helsingborg Widzów: 1582 Sędzia: Andreu Marín Ignacio García |
| 14 grudnia 201618:30 | 7× · 3× · 1×        | 21:17(12:10) | 3× · 3×                | Helsingborg Arena, Helsingborg Widzów: 1582 Sędzia: Andreu Marín Ignacio García |

| 14 grudnia 201620:45 | Czechy             | 24:35(17:18) | Norwegia    | Helsingborg Arena, Helsingborg Widzów: 853 Sędzia: Joanna Brehmer Agnieszka Skowronek |
| 14 grudnia 201620:45 | Michaela Hrbková 7 | 24:35(17:18) | 6 Nora Mørk | Helsingborg Arena, Helsingborg Widzów: 853 Sędzia: Joanna Brehmer Agnieszka Skowronek |
| 14 grudnia 201620:45 | 1× · 2×            | 24:35(17:18) | 1× · 3×     | Helsingborg Arena, Helsingborg Widzów: 853 Sędzia: Joanna Brehmer Agnieszka Skowronek |

## Faza finałowa
|  |            |           |           |                   |    |          |          |       |
|  | Półfinały  | Półfinały | Półfinały |                   |    | Finał    | Finał    | Finał |
|  | Półfinały  | Półfinały | Półfinały |                   |    | Finał    | Finał    | Finał |
|  | 16 grudnia |           |           |                   |    |          |          |       |
|  |            |           |           |                   |    |          |          |       |
|  | Holandia   | Holandia  | 26        |                   |    |          |          |       |
|  | Holandia   | Holandia  | 26        | 18 grudnia        |    |          |          |       |
|  | Dania      | Dania     | 22        |                   |    |          |          |       |
|  | Dania      | Dania     | 22        |                   |    | Holandia | Holandia | 29    |
|  | 16 grudnia |           |           |                   |    | Holandia | Holandia | 29    |
|  |            |           | Norwegia  | Norwegia          | 30 |          |          |       |
|  | Francja    | Francja   | Norwegia  | Norwegia          | 30 | 16       |          |       |
|  | Francja    | Francja   |           |                   |    |          |          |       |
|  | Norwegia   | Norwegia  | 20        |                   |    |          |          |       |
|  | Norwegia   | Norwegia  | 20        | Mecz o 3. miejsce |    |          |          |       |
|  |            |           |           |                   |    |          |          |       |
|  | 18 grudnia |           |           |                   |    |          |          |       |
|  |            |           |           |                   |    |          |          |       |
|  | Dania      | Dania     | 22        |                   |    |          |          |       |
|  | Dania      | Dania     | 22        |                   |    |          |          |       |
|  | Francja    | Francja   | 25        |                   |    |          |          |       |
|  | Francja    | Francja   | 25        |                   |    |          |          |       |

### Mecz o 5. miejsce
| 16 grudnia 201615:45 | Niemcy         | 22:23(11:11) | Rumunia           | Scandinavium, Göteborg Widzów: 2210 Sędzia: Kjersti Arntsen Guro Røen |
| 16 grudnia 201615:45 | Svenja Huber 5 | 22:23(11:11) | 6 Cristina Zamfir | Scandinavium, Göteborg Widzów: 2210 Sędzia: Kjersti Arntsen Guro Røen |
| 16 grudnia 201615:45 | 2× · 4×        | 22:23(11:11) | 2× · 3×           | Scandinavium, Göteborg Widzów: 2210 Sędzia: Kjersti Arntsen Guro Røen |

#### Półfinały
| 16 grudnia 201618:15 | Holandia          | 26:22(13:13) | Dania             | Scandinavium, Göteborg Widzów: 9853 Sędzia: Peter Brunovský Vladimír Čanda |
| 16 grudnia 201618:15 | Estavana Polman 7 | 26:22(13:13) | 6 Stine Jørgensen | Scandinavium, Göteborg Widzów: 9853 Sędzia: Peter Brunovský Vladimír Čanda |
| 16 grudnia 201618:15 | 2× · 2×           | 26:22(13:13) | 3× · 3×           | Scandinavium, Göteborg Widzów: 9853 Sędzia: Peter Brunovský Vladimír Čanda |

| 16 grudnia 201620:45 | Francja               | 16:20(9:11) | Norwegia    | Scandinavium, Göteborg Widzów: 9908 Sędzia: Dalibor Jurinović Marko Mrvica |
| 16 grudnia 201620:45 | Alexandra Lacrabère 6 | 16:20(9:11) | 7 Nora Mørk | Scandinavium, Göteborg Widzów: 9908 Sędzia: Dalibor Jurinović Marko Mrvica |
| 16 grudnia 201620:45 | 1× · 2×               | 16:20(9:11) | 4× · 3×     | Scandinavium, Göteborg Widzów: 9908 Sędzia: Dalibor Jurinović Marko Mrvica |

#### Mecz o 3. miejsce
| 18 grudnia 201615:30 | Dania             | 22:25(9:14) | Francja             | Scandinavium, Göteborg Widzów: 8391 Sędzia: Diana Carmen Florescu Anamaria Stoia |
| 18 grudnia 201615:30 | Stine Jørgensen 5 | 22:25(9:14) | 5 Estelle Nze-Minko | Scandinavium, Göteborg Widzów: 8391 Sędzia: Diana Carmen Florescu Anamaria Stoia |
| 18 grudnia 201615:30 | 4× · 2× · 1×      | 22:25(9:14) | 3× · 2×             | Scandinavium, Göteborg Widzów: 8391 Sędzia: Diana Carmen Florescu Anamaria Stoia |

#### Finał
| 18 grudnia 201618:00 | Holandia         | 29:30(15:15) | Norwegia     | Scandinavium, Göteborg Widzów: 11037 Sędzia: Wiktorija Ałpaidze Tatjana Bieriezkina |
| 18 grudnia 201618:00 | Danick Snelder 6 | 29:30(15:15) | 12 Nora Mørk | Scandinavium, Göteborg Widzów: 11037 Sędzia: Wiktorija Ałpaidze Tatjana Bieriezkina |
| 18 grudnia 201618:00 | 2× · 3×          | 29:30(15:15) | 2× · 2×      | Scandinavium, Göteborg Widzów: 11037 Sędzia: Wiktorija Ałpaidze Tatjana Bieriezkina |

## Klasyfikacja końcowa
| Miejsce | Reprezentacja | Uwagi            |
| ------- | ------------- | ---------------- |
| złoto   | Norwegia      | -                |
| srebro  | Holandia      | awans do MŚ 2017 |
| brąz    | Francja       | awans do MŚ 2017 |
| 4.      | Dania         | awans do MŚ 2017 |
| 5.      | Rumunia       | -                |
| 6.      | Niemcy        | -                |
| 7.      | Rosja         | -                |
| 8.      | Szwecja       | -                |
| 9.      | Serbia        | -                |
| 10.     | Czechy        | -                |
| 11.     | Hiszpania     | -                |
| 12.     | Węgry         | -                |
| 13.     | Czarnogóra    | -                |
| 14.     | Słowenia      | -                |
| 15.     | Polska        | -                |
| 16.     | Chorwacja     | -                |

## Statystyki
| Miejsce | Zawodniczka         | Zespół   | Gole | Strzały | %  |
| ------- | ------------------- | -------- | ---- | ------- | -- |
| 1.      | Nora Mørk           | Norwegia | 53   | 95      | 56 |
| 2.      | Stine Jørgensen     | Dania    | 47   | 81      | 58 |
| 3.      | Cristina Neagu      | Rumunia  | 46   | 89      | 52 |
| 4.      | Estavana Polman     | Holandia | 39   | 68      | 57 |
| 5.      | Cornelia Groot      | Holandia | 35   | 53      | 66 |
| 5.      | Svenja Huber        | Niemcy   | 35   | 58      | 60 |
| 5.      | Estelle Nze-Minko   | Francja  | 35   | 59      | 59 |
| 8       | Isabelle Gulldén    | Szwecja  | 31   | 58      | 53 |
| 8       | Alexandra Lacrabère | Francja  | 31   | 59      | 53 |
| 10      | Michaela Hrbková    | Czechy   | 30   | 56      | 54 |

| Miejsce | Zawodniczka         | Zespół    | %  | Obrony | Strzały |
| ------- | ------------------- | --------- | -- | ------ | ------- |
| 1.      | Wiktorija Kalinina  | Rosja     | 41 | 39     | 96      |
| 1.      | Silje Solberg       | Norwegia  | 41 | 68     | 164     |
| 3.      | Amandine Leynaud    | Francja   | 40 | 41     | 102     |
| 4.      | Laura Glauser       | Francja   | 39 | 66     | 169     |
| 4.      | Silvia Navarro      | Hiszpania | 39 | 64     | 164     |
| 6.      | Denisa Dedu         | Rumunia   | 38 | 56     | 146     |
| 7.      | Kari Aalvik Grimsbø | Norwegia  | 35 | 39     | 113     |
| 7.      | Sandra Toft         | Dania     | 35 | 85     | 244     |
| 7.      | Clara Woltering     | Niemcy    | 35 | 76     | 217     |
| 10.     | Johanna Bundsen     | Szwecja   | 34 | 47     | 138     |
| 10.     | Tess Wester         | Holandia  | 34 | 95     | 281     |

## Nagrody indywidualne
Wybór "drużyny gwiazd" (All-star Team) został ogłoszony 18 grudnia bezpośrednio przed meczem o 3. miejsce. Wybór w 40% zależał od oceny internautów, a w 60% od oceny ekspertów.
| Najlepsza bramkarka | Najlepsza lewoskrzydłowa | Najlepsza lewa rozgrywająca | Najlepsza środkowa rozgrywająca | Najlepsza obrotowa | Najlepsza prawa rozgrywająca | Najlepsza prawoskrzydłowa | Najlepsza broniąca | MVP            |
| ------------------- | ------------------------ | --------------------------- | ------------------------------- | ------------------ | ---------------------------- | ------------------------- | ------------------ | -------------- |
| Sandra Toft         | Camilla Herrem           | Cristina Neagu              | Cornelia Groot                  | Yvette Broch       | Nora Mørk                    | Carmen Martín             | Béatrice Edwige    | Cornelia Groot |

## Niebieskie kartki
Następujące zawodniczki otrzymały od sędziów najpierw czerwone a później niebieskie kartki za faule lub niesportowe zachowanie bez zawieszenia na co najmniej jeden mecz:
- Maura Visser w meczu fazy zasadniczej:  Szwecja - Holandia[82]
- Anne Cecilie Dornonville De La Cour w meczu o 3. miejsce: Dania - Francja